# Rapala horishana
Rapala horishana är en fjärilsart som beskrevs av Matsumura 1929. Rapala horishana ingår i släktet Rapala och familjen juvelvingar. Inga underarter finns listade.